# Hélène de Pourtalès
Hélène de Pourtalès (ur. 28 kwietnia 1868 w Nowym Jorku jako Helen Barbey, zm. 2 listopada 1945 w Genewie) – szwajcarska żeglarka, dwukrotna medalistka igrzysk olimpijskich. Jest pierwszą kobietą, która zdobyła medal olimpijski i pierwszą reprezentującą Szwajcarię na igrzyskach olimpijskich.

## Życiorys
Helen Barbey urodziła się w Nowym Jorku jako córka Henry'ego Barbeya i Mary Barbey. Po rodzinie od swojej matki odziedziczyła pasję do jeździectwa i żeglarstwa. Koń należący do jej wuja, Pierra Lorillarda, wygrał w 1881 Epsom Derby. Newport, w którym mieszkała jej rodzina, często gościło Regaty o Puchar Ameryki.
W 1891 w kościele de la Sainte Trinité w Paryżu poślubiła hrabiego Hermanna de Pourtalèsa. Mieli trzy córki. Była macochą pisarza Guya de Pourtalèsa, syna Hermanna z pierwszego małżeństwa z Marguerite Marcet. Hélène posiadała obywatelstwo szwajcarskie i amerykańskie oraz tytuł hrabiny. Mieszkała w Paryżu i Genewie.

### Kariera sportowa

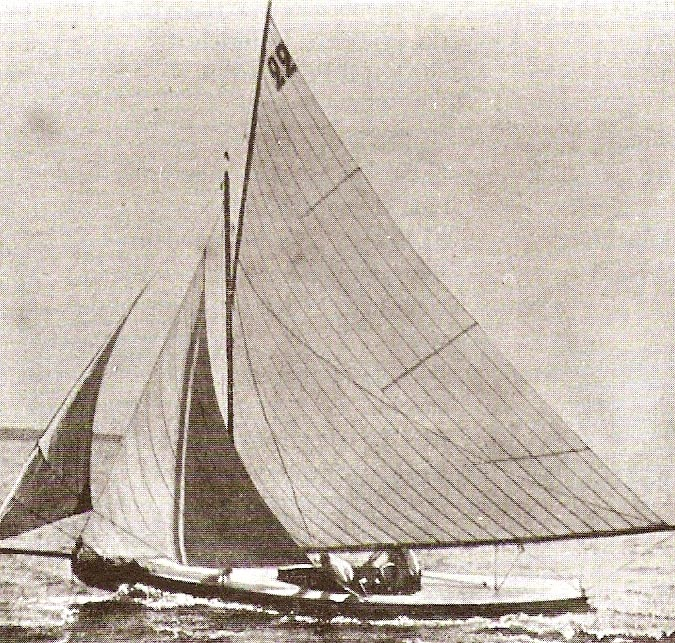
Jacht „Lérina” podczas igrzysk 1900

De Pourtalès reprezentowała Szwajcarię na Letnich Igrzyskach Olimpijskich 1900, odbywających się w Paryżu. Wraz ze swoim mężem Hermannem i bratankiem Bernardem de Pourtalèsem uczestniczyła w zawodach żeglarskich na jachcie „Lérina” w konkurencjach dla jednostek od 1 do 2 ton. Szwajcarzy zdobyli złoty medal w pierwszym wyścigu, a trzy dni później srebro w drugim wyścigu. Tym samym Hélène de Pourtalès stała się pierwszą kobietą startującą na igrzyskach olimpijskich oraz pierwszą medalistką olimpijską, dwa miesiące przed Charlotte Cooper, powszechnie uważaną za pierwszą medalistkę. Załoga Lériny brała udział także w klasie open, której nie zdołała ukończyć.